# Ernst Telschow
Ernst Telschow (* 31. Oktober 1889 in Berlin; † 22. April 1988 in Göttingen) war ein deutscher Chemiker. Er war ab 1937 Generalsekretär der Kaiser-Wilhelm-Gesellschaft und nach deren Umbenennung von 1948 bis 1960 Generaldirektor der Max-Planck-Gesellschaft.

## Leben
Telschow war 1912 einer der beiden ersten Doktoranden Otto Hahns. Nach Chemiestudium und Promotion war er Assistent am Chemischen Institut der Berliner Friedrich-Wilhelm-Universität.
Im Oktober 1913 meldete sich Telschow als Einjährig-Freiwilliger beim 3. Garde-Feldartillerie-Regiment der Preußischen Armee in Berlin, mit dem er zu Beginn des Ersten Weltkrieges an die Westfront ausrückte. Telschow wurde Leutnant und arbeitete von 1917 bis zum Dezember 1918 unter Fritz Haber im Kriegsministerium als Verbindungsoffizier zur Industrie.
Nach Kriegsende übernahm Telschow die Leitung der bisher von seinem Vater Carl Telschow (1858–1918) betriebenen Konditorei in Berlin. Er baute das Filialnetz aus und machte sie zu einer bedeutenden Großbäckerei Berlins. Zu den bekanntesten Filialen gehörte das 1928 von den Gebrüdern Wassili und Hans Luckhardt mit einer modernen Fassade umgebaute Haus Potsdamer Straße 141 direkt neben dem Pschorrhaus am Potsdamer Platz. Telschow lernte hierbei kaufmännisch und verwaltungstechnisch zu denken und zu handeln.
Anfang März 1931 wurde Telschow Verwaltungsassistent bei der Generalverwaltung der Kaiser-Wilhelm-Gesellschaft. Am 1. Mai 1933 trat er in die NSDAP ein (Mitgliedsnummer 2.638.239), wurde am 18. Oktober 1933 Zweiter Geschäftsführer, 1935 Erster Geschäftsführer und am 10. Januar 1936 Direktor der Kaiser-Wilhelm-Gesellschaft.
Am 15. Juli 1937 löste er den deutschnational ausgerichteten Friedrich Glum als Generalsekretär ab. Telschow baute gezielt Netzwerke auf und band wichtige Personen des Dritten Reiches durch Senatoren-, Präsidenten- und Vize-Präsidentenämter in die Kaiser-Wilhelm-Gesellschaft ein. Telschow erreichte eine Etatsteigerung von 20 Prozent pro Jahr. Der starke Mann im Reichsministerium für Ernährung und Landwirtschaft, Staatssekretär Herbert Backe, wurde 1937 Senator und 1941 Erster Vizepräsident der Kaiser-Wilhelm-Gesellschaft.
Während des Zweiten Weltkrieges bekleidete Telschow Funktionen als Abwehrbeauftragter und Reichsverteidigungsreferent bei der Kaiser-Wilhelm-Gesellschaft. Nach dem Zweiten Weltkrieg verlegte er die Generalverwaltung von Berlin nach Göttingen und betrieb den Wiederaufbau und Zusammenhalt der nach Max Planck umbenannten Gesellschaft. Vom 26. Februar 1948 bis 18. Mai 1960 war er als geschäftsführendes Mitglied des Verwaltungsrates zugleich Generaldirektor der Generalverwaltung der Max-Planck-Gesellschaft (seit 1951 gemeinsam mit Otto Benecke). Von 1960 bis 1962 verfügte er als persönlicher Berater des neuen Präsidenten Adolf Butenandt weiterhin über beträchtlichen Einfluss.
In Anerkennung seiner Verdienste wurde er 1967 zum Ehrensenator der Max-Planck-Gesellschaft gewählt. In Garching, wo er nach 1960 Geschäftsführender Direktor des Instituts für Plasmaphysik war, ist die Telschow-Straße nach ihm benannt.
Seine Enkeltochter Christa Stewens  war bayerische Sozialministerin (2001–2008) und stellvertretende Ministerpräsidentin (2007/2008).

## Auszeichnungen
- 1954: Großes Bundesverdienstkreuz
- 1969: Ehrenmedaille der Stadt Göttingen

## Veröffentlichungen
- Jahrbuch 1939 der Kaiser Wilhelm Gesellschaft zur Förderung der Wissenschaften. Druck Offizin Haag, Drugulin, Leipzig 1939, 221 S.
- Jahrbuch 1940 der Kaiser Wilhelm Gesellschaft zur Förderung der Wissenschaften. Druck Offizin Haag, Drugulin, Leipzig 1940, 273 S.
- Jahrbuch 1941 der Kaiser Wilhelm Gesellschaft zur Förderung der Wissenschaften. Druck Offizin Haag, Drugulin, Leipzig 1941, 295 S.
- Jahrbuch 1942 der Kaiser Wilhelm Gesellschaft zur Förderung der Wissenschaften. Druck Offizin Haag, Drugulin, Leipzig 1942.